# Oranienbaum (zespół pałacowy w Rosji)
Oranienbaum (ros. Ораниенба́ум) – zespół pałacowy i rezydencja carów rosyjskich w mieście Łomonosow położonym nad Zatoką Fińską, na zachód od Sankt Petersburga.
Zespół pałacowy powstał z inicjatywy Piotra I Wielkiego w 1710 roku. Prace nad jego dokończeniem trwały do 1770. Pałace wraz z zabytkowym centrum miasta znajdują się na Liście światowego dzidzictwa UNESCO. Do 1948 roku miasto Łomonosow nazywało się tak samo jak rezydencja carska - Oranienbaum.